# Рок Појнт (Аризона)
Рок Појнт (енгл. Rock Point) насељено је место без административног статуса у америчкој савезној држави Аризона.

## Демографија
По попису из 2010. године број становника је 642, што је 82 (-11,3%) становника мање него 2000. године.
| Група             | 2000.     | 2010.     |
| Белци             | 12 (1,7%) | 5 (0,8%)  |
| Афроамериканци    | 0 (0,0%)  | 0 (0,0%)  |
| Азијати           | 0 (0,0%)  | 5 (0,8%)  |
| Хиспаноамериканци | 1 (0,1%)  | 11 (1,7%) |
| Укупно            | 724       | 642       |